# Perissocerus transcaspicus
Perissocerus transcaspicus is een vliegensoort uit de familie Mydidae. De wetenschappelijke naam van de soort is voor het eerst geldig gepubliceerd in 1901 door Portschinsky.
De soort komt voor in Kazachtsan, Turkmenistan en Oezbekistan.